# Lithocarpus shinsuiensis
Lithocarpus shinsuiensis Hayata & Kaneh. – gatunek roślin z rodziny bukowatych (Fagaceae Dumort.). Występuje naturalnie w południowej części Tajwanu. 

## Morfologia
PokrójZimozielone drzewo.
LiścieBlaszka liściowa ma podługowato lancetowaty kształt. Mierzy 8–18 cm długości oraz 2–5 cm szerokości, jest całobrzega, ma klinową lub zbiegającą po ogonku nasadę i ogoniasto spiczasty wierzchołek. Ogonek liściowy jest nagi i ma 10–15 mm długości.
OwoceOrzechy o niemal kulistym kształcie, dorastają do 20 mm średnicy. Osadzone są pojedynczo w miseczkach o niemal kulistym kształcie, które mierzą 18 mm długości i 22 mm średnicy. Orzechy otulone są w miseczkach do 50–65% ich długości.

## Biologia i ekologia
Rośnie w wiecznie zielonych lasach. Występuje na wysokości do 1000 m n.p.m. Kwitnie od lutego do kwietnia, natomiast owoce dojrzewają od października do grudnia.